# Priming (birrificazione)

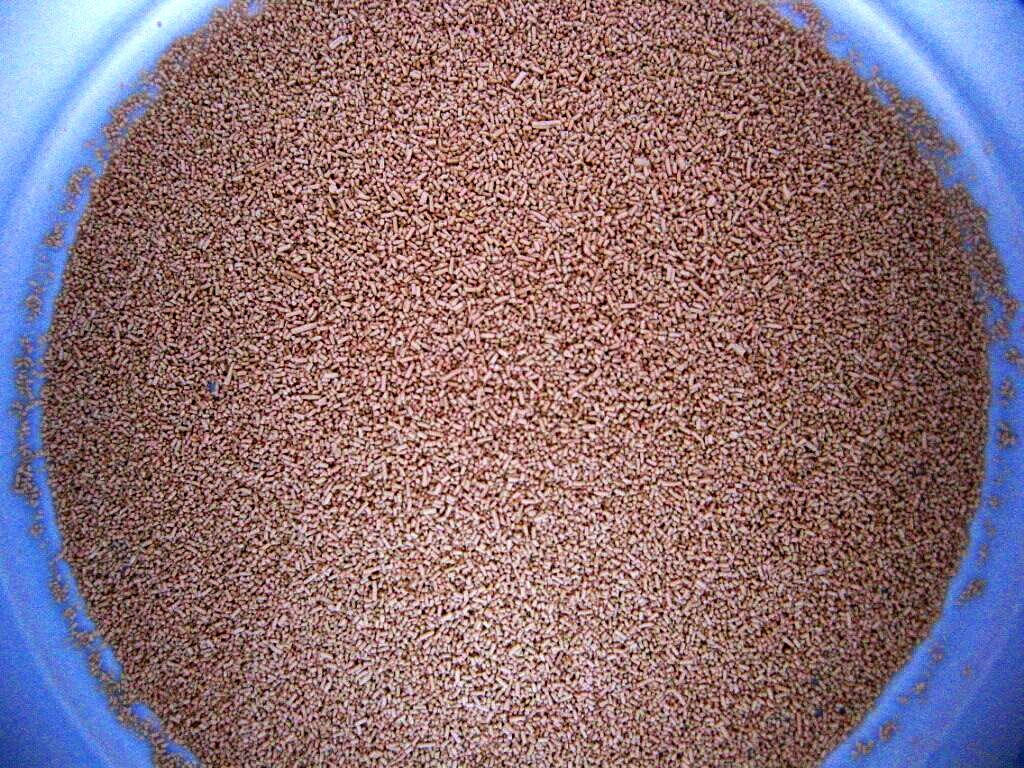
Lievito di birra: Saccharomyces cerevisiae

Il priming o carbonazione è il processo con cui si aggiunge anidride carbonica (e si dà quindi frizzantezza) alla birra.

Esso può avvenire per aggiunta di zucchero (carbonazione naturale) o per aggiunta diretta di CO2 (carbonazione forzata).

## Carbonazione naturale
Il metodo di carbonazione più utilizzato nell'ambito dell'homebrewing è quella di tipo naturale, essa viene ottenuta aggiungendo alla birra degli zuccheri fermentabili prima che essa venga imbottigliata. Tali zuccheri possono essere ad esempio i classici zuccheri granulati da cucina come barbabietola o canna.
Di norma è opportuno aggiungere 6-7 g/litro di zucchero fermentabile, ma ogni birra è differente dalle altre e richiede perciò il suo specifico grado di frizzantezza; vediamo alcuni esempi:
| Stile di birra | Volumi di CO₂ |
| -------------- | ------------- |
| British ales   | 1,5 - 2,0     |
| Porter, Stout  | 1,7 - 2,3     |
| Belgian ales   | 1,9 - 2,4     |
| Lager          | 2,2 - 2,7     |
| Wheat beer     | 3,3 - 4,5     |

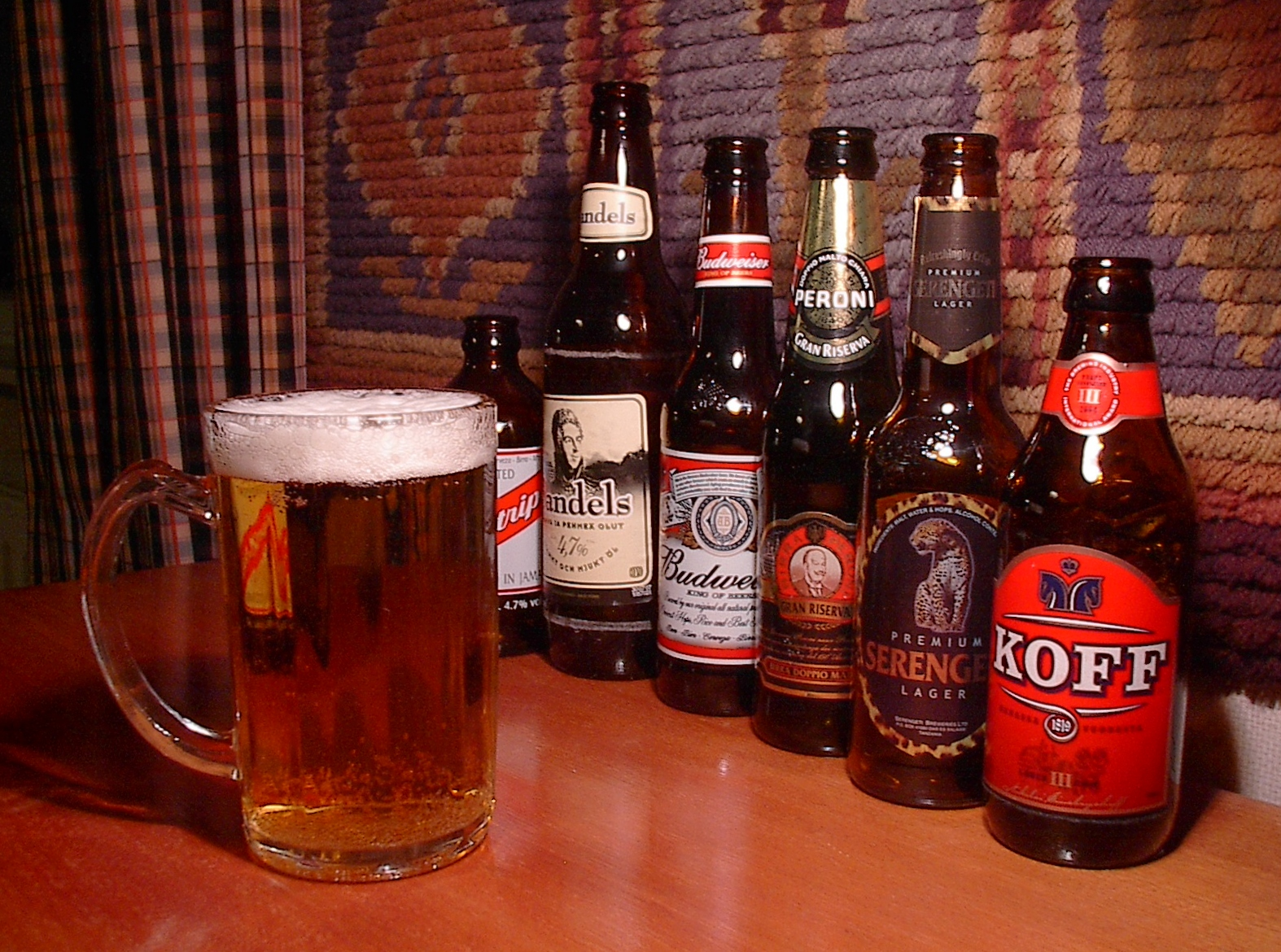
Vari tipi di birra

Per riuscire quindi ad imprimere alla birra la giusta quantità di anidride carbonica bisogna tener conto di alcuni fattori, ed in particolar modo della quantità di CO2 già disciolta nella bevanda per via dell'effetto del lievito (ad es.: Saccharomyces cerevisiae o Saccharomyces carlsbergensis). Tale quantità varia solamente in funzione di un fattore, ossia la temperatura alla quale la fermentazione è avvenuta:
| Gradi °C | Volumi di CO₂ |
| -------- | ------------- |
| 0        | 1,70          |
| 2        | 1,60          |
| 4        | 1,50          |
| 6        | 1,40          |
| 8        | 1,30          |
| 10       | 1,20          |
| 12       | 1,12          |
| 14       | 1,05          |
| 16       | 0,99          |
| 18       | 0,93          |
| 20       | 0,88          |
| 22       | 0,83          |
| 24       | 0,78          |

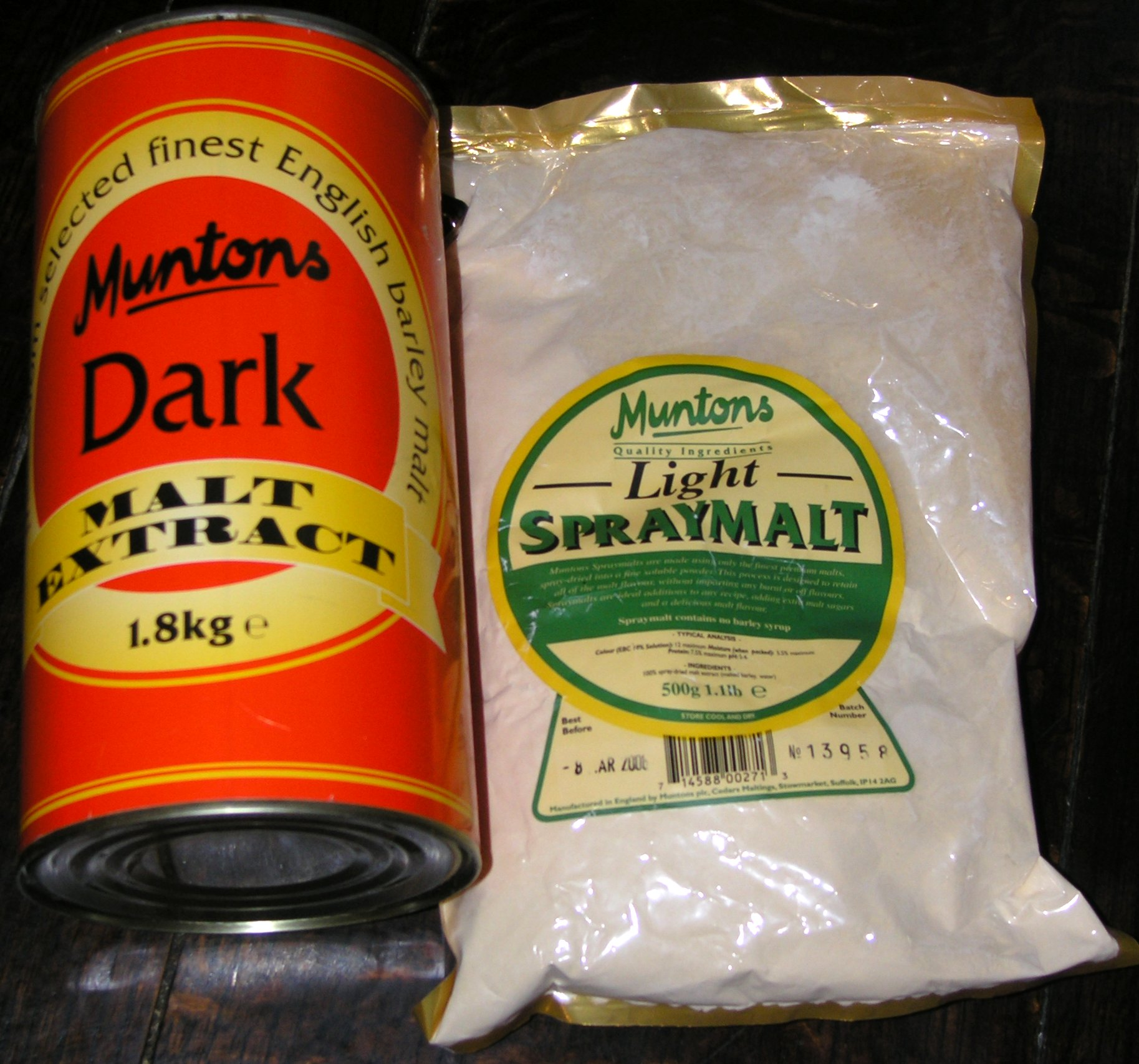
Estratto di malto liquido ed in polvere

A questo punto, sapendo che 4 g/litro di zucchero producono precisamente un volume di CO2 è facile applicare la seguente formula:
g zucchero = (Vol. CO2 finale – Vol. CO2 già presente) x 4 x l birra 
Quindi, se per esempio si volesse ottenere una carbonazione di 2,3 volumi di CO2 per 23 litri di birra che hanno fermentato a 22 °C, la formula sarà:
(2,3-0,83) x 4 x 23 = 135g
Tali calcoli sono validi solo se si utilizzano i tipi di zucchero sopracitati, per altre tipologie di zuccheri vale il seguente discorso:
- miele: contiene una considerevole quantità d'acqua (come tutti gli zuccheri liquidi) e perciò la quantità da utilizzare va aumentata del 40% circa.
- estratto di malto: non è totalmente fermentabile e la sua quantità va quindi incrementata del 30% se si tratta di estratto in polvere o del 60% in caso di estratto liquido.

## Carbonazione forzata
Questo secondo tipo di carbonazione è un'alternativa meno utilizzata della precedente e si ottiene aggiungendo CO2 ad una birra contenuta in un contenitore stagno tenendo sempre conto della costante di solubilità fra gas e liquido.